# Eugeniusz Bojarski
Eugeniusz Stefan Bojarski (ur. 2 grudnia 1896 w Warszawie, zm. wiosną 1940 w Katyniu) – kapitan służby sanitarnej Wojska Polskiego, doktor nauk medycznych, ofiara zbrodni katyńskiej.

## Życiorys
Syn Ludwika i Władysławy ze Skowrońskich. Absolwent Wydziału Lekarskiego Uniwersytetu Warszawskiego (1927) i Oficerskiej Szkoły Sanitarnej (1928). Od 1918 w Wojsku Polskim. Podczas wojny 1920 służył w Szpitalu Mokotowskim. W 1923 i 1924 służył w 1 batalionie sanitarnym jako porucznik podlekarz (ze starszeństwem z dniem 1 czerwca 1921 i 8 lokatą w grupie podlekarzy Korpusu Oficerów Służby Zdrowia), odkomenderowany na studia na Uniwersytecie Warszawskim. W 1928 w stopniu porucznika (ze starszeństwem z dniem 1 czerwca 1919 i 1 lokatą w grupie podlekarzy Korpusu Oficerów Służby Zdrowia) służył jako lekarz 72 pułku piechoty następnie w 1932 w 18 pułku artylerii lekkiej. W latach 1934–1935 w 9 Szpitalu Okręgowym, 1936–1938 w Szefostwie Sanitarnym OK I. Od 1938 w stanie spoczynku.
W okresie międzywojennym pracował jako lekarz internista.
W czasie kampanii wrześniowej 1939 w składzie DOK I. Po agresji ZSRR na Polskę w nieznanych okolicznościach wzięty do niewoli przez Sowietów i osadzony w obozie jenieckim w  Kozielsku. Został zamordowany wiosną 1940 przez funkcjonariuszy NKWD w lesie katyńskim i tam pogrzebany w bezimiennej mogile zbiorowej, gdzie od 28 lipca 2000 mieści się oficjalnie Polski Cmentarz Wojenny w Katyniu. W miejscu tym prowadzone były ekshumacje i prace archeologiczne. W 1943 jego ciało zostało zidentyfikowane w toku ekshumacji nadzorowanych przez Niemców pod numerem 862, a przy zwłokach znaleziono legitymację służbową 1884. Figuruje na liście wywózkowej LW 036/4 z 16 kwietnia 1940 poz. 37 i liście Komisji Technicznej PCK pod numerem 0862.

### Życie prywatne
Mieszkał w Sulejówku. Był żonaty z Janiną z Nowaczyńskich. Miał trójkę dzieci.

## Upamiętnienie
5 października 2007 minister obrony narodowej Aleksander Szczygło mianował go pośmiertnie na stopień majora. Awans został ogłoszony 9 listopada 2007 w Warszawie, w trakcie uroczystości „Katyń Pamiętamy – Uczcijmy Pamięć Bohaterów”.
W kwietniu 1995 został upamiętniony na tablicy w kościele Maryi Matki Kościoła przy ul. Żeromskiego 18 w Sulejówku.
Jest jednym z 305 lekarzy pochowanych na Polskim Cmentarzu Wojennym w Katyniu i upamiętnia go tabliczka epitafijna nr 263. 